# Marszüasz (szatír)

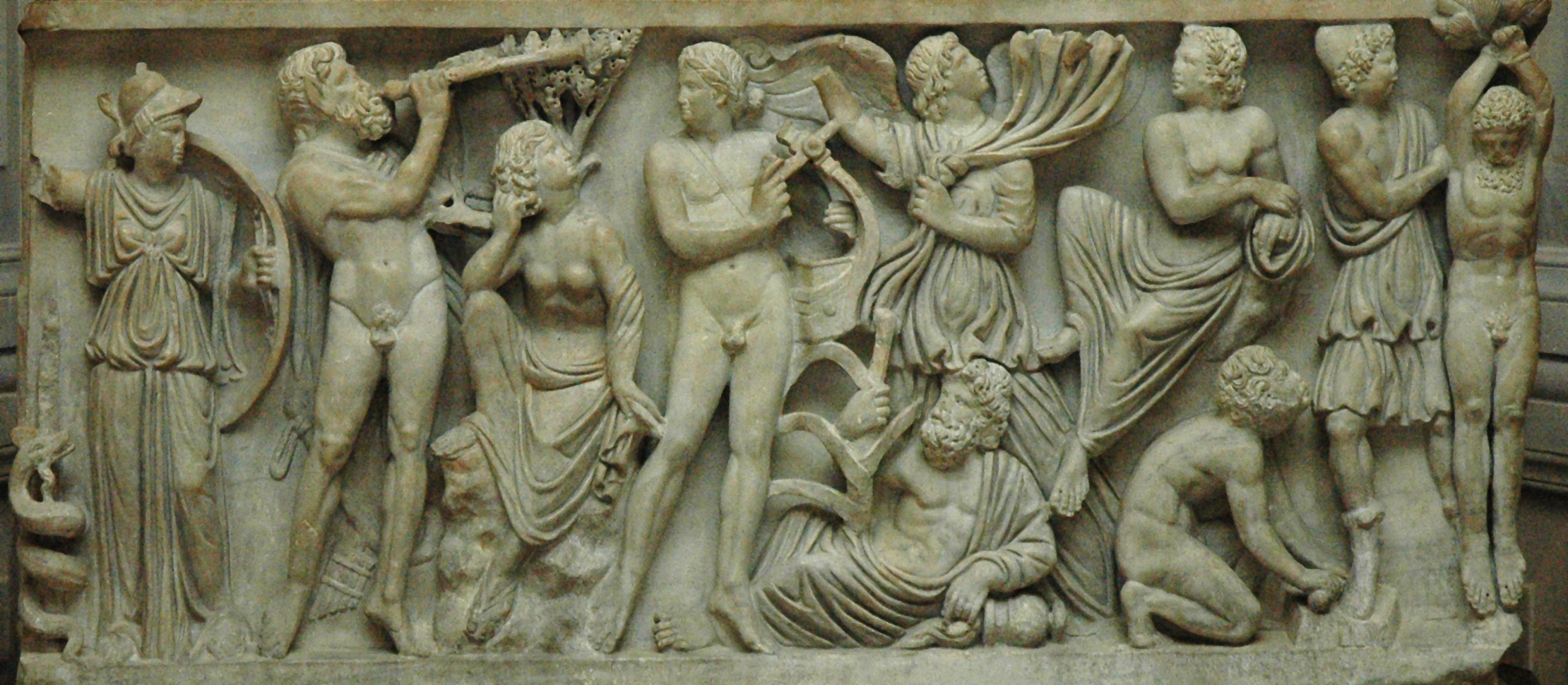
Apollón és Marszüasz, Louvre, Párizs

Marszüasz (görög betűkkel Μαρσύας) görög mitológiai alak, szatír (szilén), aki zenei versengésre hívta Apollónt, de vakmerőségéért elveszítette bőrét  és életét.

## Az isteni csel
Marszüasz a Phrügiai Kelainai városában (ma Dinar, Törökország) született a Maiandrosz (ma Büyük Menderes) folyó mellett. Mesteri auloszjátékos volt. A mítoszok szerint Pallasz Athéné, amikor kipróbálta az auloszt, észrevette, hogy játék közben mennyire felfúvódik és eltorzul az arca, ezért bosszúsan eldobta hangszerét. A hangszert Marszüasz találta meg, hangja elbűvölte és csodaszépen megtanult rajta játszani. Végső elbizakodottságában Apollónnal, a líra mesterével akarta összemérni játéktudását, és vetélkedőre hívta a művészetek istenét.
Apollón és Marszüasz megállapodtak, hogy a győztes azt tehet a másikkal, amit csak akar. A verseny bírói a múzsák voltak. Marszüasz veszített, ezért Apollón elevenen megnyúzta.
Lenyúzott bőrét szülővárosa közelében egy barlangban akasztotta föl, vérét pedig az itt fakadó  Marszüasz folyó forrásába engedte. A mondák szerint a bőr, valahányszor fuvolazenét hallott, megmozdult örömében.
Versengésük leírásának több változata is ránk maradt. Az egyik elbeszélés szerint Marszüász győzelemre állt, de ekkor Apollón azt javasolta, hogy fordítsák meg hangszereiket és úgy folytassák a vetélkedést. Apollón megfordította líráját és tovább muzsikált, de mivel a fuvolán fordítva nem lehetett játszani, így Marszüasz elveszítette a versenyt.  Egy másik változat szerint amikor Apollón lantjátékához énekelni kezdett Marszüasz feladta a versenyt és tiltakozott, hogy hangszeres játékukat kell összemérni, nem énektudásukat. A múzsák Apollónt támogatták és őt kiáltották ki győztesnek.

## Megjelenése a művészetben

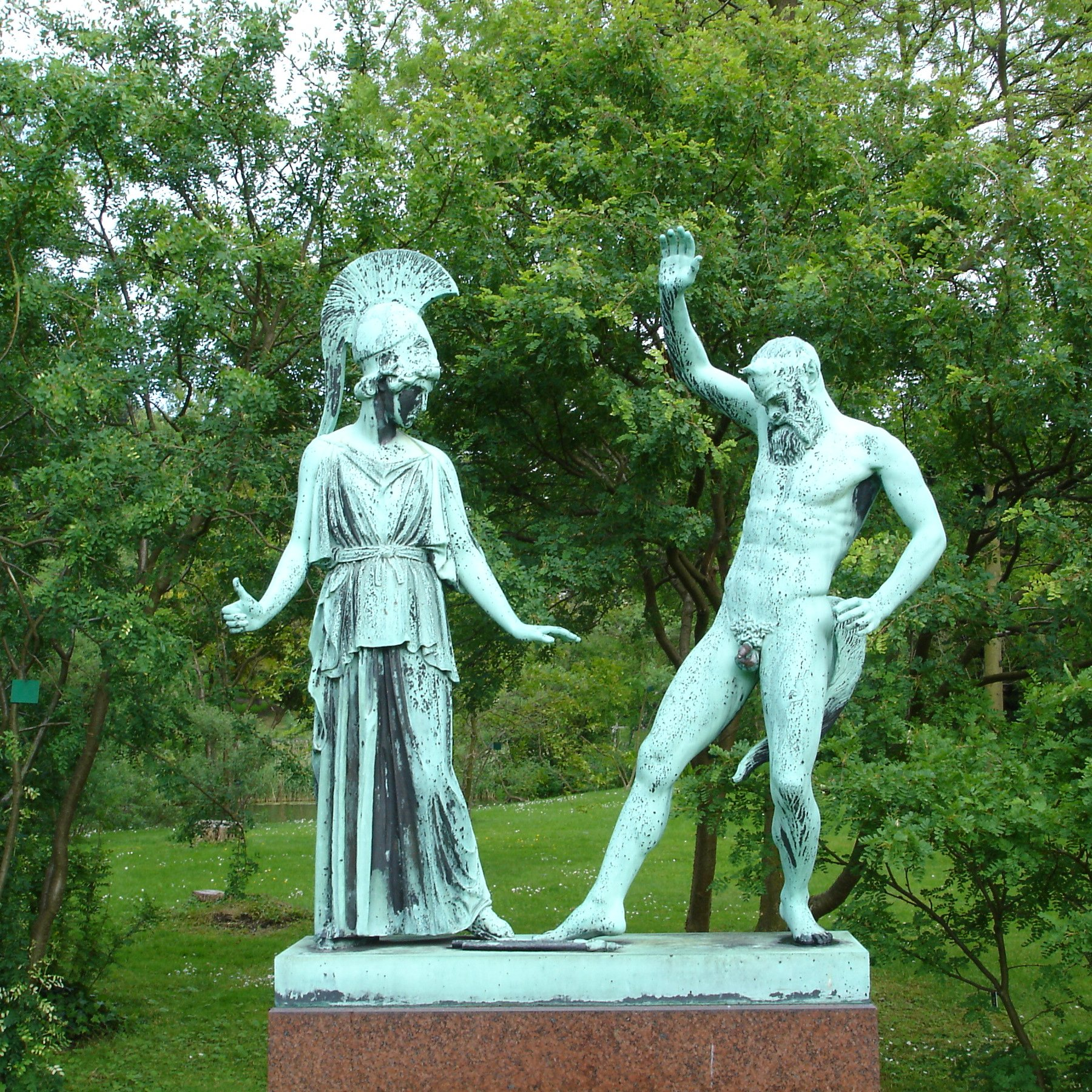
Mürón: Athéné és Marszüasz, 5. század, koppenhágai botanikus kert, Dánia

A későbbi korok művészeti alkotásain Marszüasz alakja fuvolával, pánsíppal vagy dudával jelenik meg. Apollónt lírájával, néha hárfával vagy más húros, néha vonós hangszerrel ábrázolják.
Marszüasz versenye a képzőművészet gyakori témája. Alakját szobrok, domborművek jelenítik meg, és jó néhány költőt megihletett e szerencsétlen sorsú művész. Apollón és Marszüasz versengése az ember természetének apollóni és dionüsszoszi aspektusai közötti, éteri küzdelmet szimbolizálja.
Tiziano Marszüasz megnyúzása (1517-76) c. festménye egyike a híres képzőművészeti ábrázolásoknak.
James Merrill Marsyas című verse a mítoszon alapszik. A magyar költők és írók munkásságában Gellért Oszkár: Marsyas című verse, Sarkadi Imre: A szatír bőre című elbeszélése, vagy Weöres Sándor Tűzkút verseskötetében az Átváltozások című szonett-ciklusban  találhatunk rá Marszüasz alakjára.
A Római Császárság korában hidat építettek a Marszüasz folyóra, amelyet szintén a szatír után neveztek el.
Alakja napjainkban is megjelenik; a MARSYAS projekt  a zenei vonatkozású jelek kivonatos gyűjteménye: Music Information Retrieval (MIR).

## Külső hivatkozások
- Marsyas
- Szigeti Lajos Sándor: És mégis Marsyas?